# Villa Lagarina
Villa Lagarina é uma comuna italiana da região do Trentino-Alto Ádige, província de Trento, com cerca de 3.129 habitantes. Estende-se por uma área de 24 km², tendo uma densidade populacional de 130 hab/km². Faz divisa com Arco, Cavedine, Cimone, Drena, Isera, Nogaredo, Pomarolo, Ronzo-Chienis, Rovereto e Trento.